# Tucumcari, New Mexico
Tucumcari, New Mexico (енгл. Tucumcari) град је у америчкој савезној држави Њу Мексико.

## Демографија
По попису из 2010. године број становника је 5.363, што је 626 (-10,5%) становника мање него 2000. године.
| Група             | 2000.         | 2010.         |
| Белци             | 2.655 (44,3%) | 2.031 (37,9%) |
| Афроамериканци    | 77 (1,3%)     | 92 (1,7%)     |
| Азијати           | 72 (1,2%)     | 67 (1,2%)     |
| Хиспаноамериканци | 3.079 (51,4%) | 3.078 (57,4%) |
| Укупно            | 5.989         | 5.363         |